# Уиняй Уайна
Уиняй Уайна (на испански: Huiñay Huayna) е археологически обект (развалини от селище) в Перу от епохата на инките.
На кечуа името означава „завинаги млада“. Развалините му се намират на стръмен склон над река Урубамба близо до Мачу Пикчу. Комплексът се състои от жилища за около 50 души, свещени сгради и тераси за селско стопанство.